# A (musikalbum)
A är ett musikalbum med den svenska sångerskan Agnetha Fältskog som utgavs den 10 maj 2013. Albumet var det första med nyskrivet material som den tidigare medlemmen i Abba gav ut på 26 år, då Fältskog släppte I Stand Alone.

## Om albumet
Inspelningarna av A inleddes i början av 2012 efter att låtskrivaren och producenten Jörgen Elofsson samt producenten Peter Nordahl i slutet av 2011 kontaktat och spelat upp tre nyskrivna låtar för sångerskan. Fältskog sa senare i en intervju "Jag kände 'ojojoj', det här är väldigt bra låtar. Hur ska jag kunna säga nej...".
Första singeln från albumet, When You Really Loved Someone, släpptes för digital nedladdning världen över den 11 mars 2013. En månad senare, den 15 april, gavs den ut som CD-singel. Två länder; Tyskland och Österrike, valde emellertid The One Who Loves You Now som förstasingel och även denna släpptes den 11 mars.
Nästa singel att släppas var Dance Your Pain Away, vilken digitalt först gavs ut i USA den 28 maj för att därefter nå övriga marknader den 15 juli.
Albumet innehåller även en låt med Fältskog som medkompositör, I Keep Them on the Floor Beside My Bed, samt en duett, I Should've Followed You Home , med Gary Barlow, medlem i den brittiska gruppen Take That och som dessutom har skrivit låten tillsammans med Jörgen Elofsson. Den släpptes som singel världen över, utom i Storbritannien, den 18 november.
Omslagsfotot togs vid en fotosession på Confidencen vid Ulriksdals slott norr om Stockholm, där även delar av musikvideon till When You Really Loved Someone spelades in. 

## Låtskrivare och producenter
Albumets samtliga 10 låtar är skrivna, alternativt medskrivna, av Jörgen Elofsson som tidigare arbetat med artister som till exempel Britney Spears, Westlife och Kelly Clarkson. Utöver Agnetha Fältskog och Gary Barlow som medkompositörer innehåller A även en sång skriven tillsammans med den amerikanska låtskrivaren och sångerskan Carole Bayer Sager.
Elofsson har dessutom producerat albumet tillsammans med Peter Nordahl, som också har arrangerat albumets stråkar.

## PR
I anslutning till att albumets första singel släpptes intervjuades Fältskog den 12 mars av Lotta Bromé i Sveriges Radios P4 Extra. Samma vecka gästade sångerskan SVT:s pratshow Skavlan. 
Som en del av lanseringen av A begav sig Fältskog även till Storbritannien för intervjuer av internationell media.

## Framträdande
Efter ett uppehåll från scenframträdanden som varat i över 25 år, gjorde Fältskog comeback på scenen den 12 november vid BBC:s årliga och tv-sända välgörenhetsgala "Children in Need Rocks". Där framförde sångerskan, tillsammans med galans värd Gary Barlow, deras duett I Should've Followed You Home.

## Låtlista
| Nr  | Titel                                                 | Kompositör                      | Längd |
| --- | ----------------------------------------------------- | ------------------------------- | ----- |
| 1.  | The One Who Loves You Now                             | Jörgen Elofsson, Pär Westerlund | 3:30  |
| 2.  | When You Really Loved Someone                         | Elofsson                        | 3:31  |
| 3.  | Perfume in the Breeze                                 | Elofsson, Fredrik Thomander     | 3:31  |
| 4.  | I Was a Flower                                        | Elofsson                        | 4:08  |
| 5.  | I Should’ve Followed You Home (duett med Gary Barlow) | Elofsson, Barlow                | 4:04  |
| 6.  | Past Forever                                          | Elofsson, Carole Bayer Sager    | 3:30  |
| 7.  | Dance Your Pain Away                                  | Elofsson                        | 4:10  |
| 8.  | Bubble                                                | Elofsson                        | 4:21  |
| 9.  | Back on Your Radio                                    | Elofsson                        | 3:43  |
| 10. | I Keep Them on the Floor Beside My Bed                | Fältskog, Elofsson              | 4:06  |